# Collesino
Collesino è una frazione del comune italiano di Bagnone, nella provincia di Massa-Carrara, in Toscana.

## Geografia fisica
Eretto sul lato destro del torrente Mangiola, tributario di sinistra del Bagnone, Collesino è un insieme di borgate, ognuna con la sua propria autonomia urbana e storica: Trefontane e Castello sono quelle più elevate a livello altimetrico (rispettivamente 692 mt. e 725 m s.l.m.), mentre Chiesa e Nolano sono quelle più basse (590 m s.l.m.). Varie storiche mulattiere lo collegano ai borghi di Jera, Compione e Pastina.
Posto nell'ambiente boscoso della valle di Verbugnola, in cui nasce il torrente Mangiola, il borgo sorge in posizione panoramica e isolata rispetto al comune del quale fa parte, al confine con il territorio di Licciana Nardi e la vicina Apella.

## Monumenti e luoghi d'interesse
- Chiesa di San Giacomo Apostolo (XVII secolo)[3]